# 369 (tal)
369 är det naturliga talet som följer 368 och som följs av 370.

## Inom vetenskapen
- 369 Aëria, en asteroid.

## Inom matematiken
- 369 är ett udda tal
- 369 är ett sammansatt tal
- 369 är ett defekt tal
- 369 är ett dodekagontal